# 総合行政ネットワーク
総合行政ネットワーク（そうごうぎょうせいネットワーク、Local Government Wide Area Network、略称LGWAN〈エルジーワン〉）とは、日本において、地方公共団体間のコミュニケーションの円滑化と情報の共有による情報の高度利用を図ることを目的として構築された、行政機関専用のコンピュータネットワークである。運営主体は地方公共団体情報システム機構（J-LIS）。

## 概要
行政専用にインターネットから切り離された閉域ネットワークであり、地方自治体など、J-LISの認めた地方公共団体のみが接続することのできる広域通信網 (WAN; Wide Area Network) である。中央省庁の接続する政府共通ネットワーク（旧称：霞が関WAN）とも相互接続されている。
今日、電子政府（電子自治体）に向けた行政システムの改革の中で有事における通信システムとしてもおおいに期待されている。2003年（平成15年）には都道府県、市町村で既にこのネットワークが形成され、今後において住民からの申請・届出の受付や、公共施設の空き状況の確認・予約受付など、自治体におけるあらゆる業務で必要となる機能については、複数の地方公共団体が共同で費用負担し開発していくことが検討されている。
こうしたシステムの開発・整備によって行政の情報・通信能力は飛躍的に拡大しつつも、実際の情報の速度や正確さ、個人情報その他非常に重要な情報の機密保持などの面では、安定した運用には課題も残る。行政関係者や情報通信関係の事業者などの中では行政における社会実験や調査研究の中で、今後、こうした総合行政ネットワークにおける通信体制の整備は効果的な通信手段としての確立に対して期待されるところである。
ネットワーク上で各種のアプリケーションをASP事業者が提供することが可能である。